# Réserve naturelle de Komsomolsk
Pour les articles homonymes, voir Komsomolsk.
La Réserve naturelle de Komsomolsk (en russe : Комсомольский заповедник) (également Komsomolsky) est un zapovednik russe (réserve écologique stricte), qui englobe le confluent de la rivière Gorin et du fleuve Amour dans l'Extrême-Orient russe. La réserve protège une zone de rencontre de plusieurs écorégions dans le cours inférieur de l'Amour, notamment la partie la plus septentrionale de la taïga mandchoue. Elle est située à environ 50 km à l'est de Komsomolsk-sur l'Amour, dans le district de Komsomolsky du kraï de Khabarovsk. La réserve a été créée en 1963 et couvre une superficie de 642 km²  ,.

## Topographie
La réserve Komsomolsk est située à un passage étroit du fleuve Amour où elle traverse les montagnes Sikhote-Aline à l'est et les montagnes de l'Amour Inférieur à l'ouest. En amont se trouvent les plaines inondables de la basse vallée de l'Amour, et en aval se trouve le delta de l'Amour menant à la mer d'Okhotsk. Le territoire couvre le delta de la rivière Gorin, qui est un affluent gauche de l'Amour, entrant par l'ouest. La confluence présente de vastes plaines inondables en terrasses et des îles fluviales . La réserve est approximativement rectangulaire, mesurant 20 km du nord au sud et 30 km d'ouest en est  . Le point culminant du territoire est le mont Chokkety avec 800 mètres. La crête principale au nord du Gorin est parallèle à la rivière pendant environ 25  km avec une pente moyenne de 14 degrés .

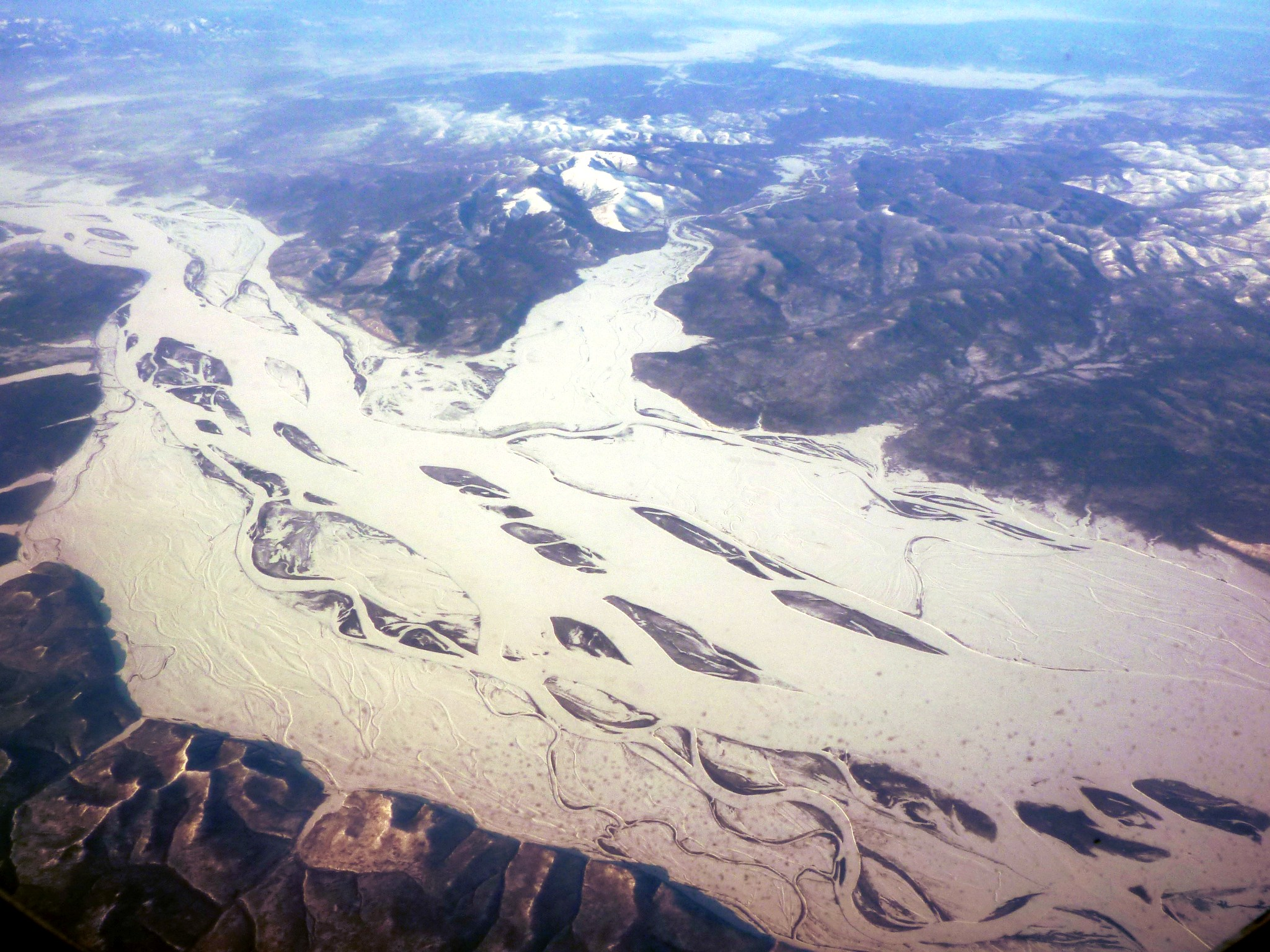
Confluence du Goryun (en haut) dans le fleuve Amour (plaine inondable principale). Komsomolsk Zapovednik

## Faune et flore
80% du terrain est boisé. Dans les niveaux inférieurs de la rivière Gorin, les forêts sont principalement à feuilles de cèdre, tandis que l'épinette et le mélèze dominent plus au nord. Les communautés végétales réunies à Komsomolsky montrent la représentation des trois complexes floristiques. Du sud, le complexe mandchou (Amour) comporte des plantes thermophiles restantes de la période de pré-glaciation. Le complexe de la mer de Béring, du nord-est, comprend des épinettes et des sapins d'Ayan. Le complexe de la Sibérie orientale au nord présente du mélèze, du romarin et du carex. La lutte contre les incendies de forêt est une préoccupation majeure de la gestion des réserves  . Située sur une importante route migratoire pour les oiseaux, la réserve a recensé 233 espèces d'oiseaux. La vie aquatique est également riche de 50 espèces de poissons, dont 24 endémiques à l'Amour. (La réserve comprend une bande de 100 mètres du fleuve Amour) .

## Écotourisme
En tant que réserve naturelle stricte, la réserve de Komsomolsk est principalement fermée au grand public, bien que les scientifiques et ceux qui ont des objectifs «d'éducation environnementale» puissent prendre des dispositions avec la direction du parc pour des visites. Les visites du public nécessitent une autorisation qui doit être obtenue à l'avance. Le siège social est situé dans la ville de Komsomolsk-sur l'Amour ,.

## Voir également
- Liste des réserves naturelles russes (classe 1a «zapovedniks»)
- Parcs nationaux de Russie
- Zones protégées de la Russie